# Campionato mondiale di roller derby 2011
Il campionato mondiale di roller derby 2011, prima edizione di tale competizione (World Cup), si è tenuto a Toronto, in Canada, dal 1º al 4 dicembre 2011 ed è stato vinto dagli Stati Uniti d'America.

## Impianti
Distribuzione degli impianti del campionato mondiale di roller derby 2011
| Toronto                    |
| -------------------------- |
| The Bunker, Downsview Park |
| The Bunker                 |
| Capacità:                  |
| Altitudine: 76 mslm        |
|                            |

## Partecipanti

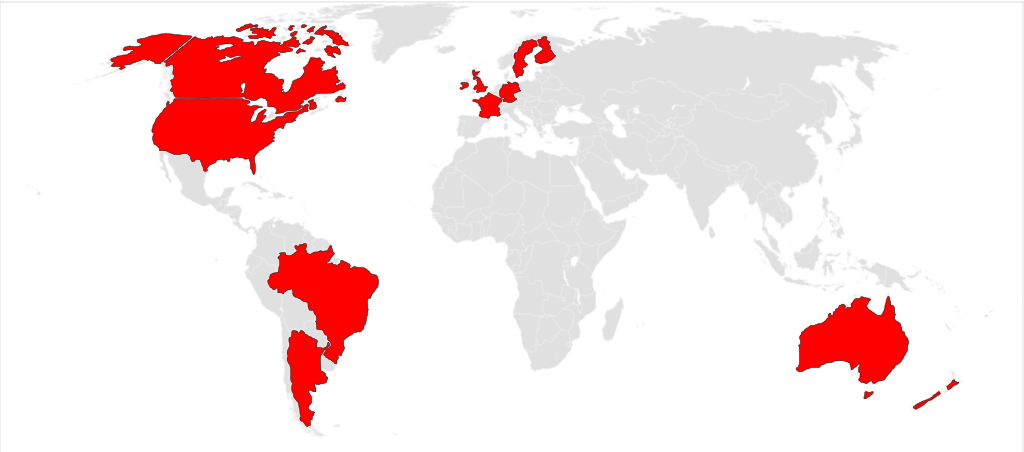
Le nazioni partecipanti al campionato mondiale di roller derby 2011

| Nazione       | Leghe di provenienza delle giocatrici |
| ------------- | --- |
| Argentina     | 2x4 Roller Derby, Gotham Girls Roller Derby, Houston Roller Derby, Los Angeles Derby Dolls, Queen City Roller Girls, Windy City Rollers |
| Australia     | Adelaide Roller Derby, Brisbane City Rollers, Canberra Roller Derby League, Coastal Assassins Roller Derby, Newcastle Roller Derby League, Sun State Roller Derby League, Sydney Roller Derby League, Victorian Roller Derby League |
| Brasile       | Capital City Derby Dolls, Gotham Girls Roller Derby, Gray City Rebels, Ladies of HellTown, South Bay Derby Mizfits, Hell Girls From Oz Of Hell Stuttgart Valley Roller Girlz, Sugar Loathe Derby Girls |
| Canada        | 709 Derby Girls, E-Ville Roller Derby, Forest City Derby Girls, Houston Roller Derby, Montreal Roller Derby, Oil City Derby Girls, Pile O' Bones Derby Club, Red Deer Roller Derby Association, Rideau Valley Roller Girls, Terminal City Roller Girls, Toronto Roller Derby, Tri-City Roller Girls, West Kootenay Women's Roller Derby |
| Finlandia     | Bristol Roller Derby, Crime City Rollers, Dirty River Roller Grrrls, Helsinki Roller Derby, Kallio Rolling Rainbow, Tampere Rollin' Hos |
| Francia       | DC Rollergirls, Les Petites Morts de Bordeaux, Montreal Roller Derby, Paris Rollergirls, Pioneer Valley Roller Derby, Roller Derby Metz Club, Roller Derby Toulouse |
| Germania      | Barock City Roller Derby, Bear City Roller Derby, Harbor Girls Hamburg, Philly Rollergirls, Ruhrpott Roller Girls, Stuttgart Valley Roller Girlz |
| Inghilterra   | Birmingham Blitz Dames, Central City Rollergirls, Dolly Rockit Rollers, Hellfire Harlots, Leeds Roller Dolls, London Rockin' Rollers, London Rollergirls, Rainy City Rollergirls |
| Irlanda       | Birmingham Blitz Dames, Cork City Firebirds, Dolly Rockit Rollers, Dublin Roller Girls, Glasgow Roller Girls, GTA Rollergirls, Kernow Rollers, London Rollergirls, Rat City Rollergirls, |
| Nuova Zelanda | Dead End Derby, Hellmilton Roller Ghouls, Mount Militia Derby Crew, Northland Nightmares, Pirate City Rollers, Richter City Roller Derby |
| Scozia        | Auld Reekie Roller Girls, Glasgow Roller Girls, Granite City Roller Girls, SoCal Derby |
| Stati Uniti   | Boston Derby Dames, Charm City Rollergirls, Dutchland Rollers, Gotham Girls Roller Derby, Minnesota RollerGirls, Oly Rollers, Philly Rollergirls, Rocky Mountain Rollergirls, Rose City Rollers, Steel City Derby Demons, Windy City Rollers                                                                                            |
| Svezia        | Crime City Rollers, London Rockin Rollers, London Rollergirls, Stockholm Roller Derby. |

## Gironi
| Girone A | Girone B  | Girone C      | Girone D    |
| -------- | --------- | ------------- | ----------- |
| Brasile  | Australia | Scozia        | Inghilterra |
| Francia  | Finlandia | Nuova Zelanda | Argentina   |
| Svezia   | Germania  | Stati Uniti   | Irlanda     |
| Canada   | -         | -             | -           |

## Risultati e classifiche
Nelle tabelle: P.ti = Punti; % = Percentuale di vittorie; G = Incontri giocati; V = Vittorie; S = Sconfitte; PF = Punti fatti; PS = Punti subiti; DP = Differenza punti.

### Fase a gironi

#### Girone A

##### Classifica
| Squadra | G | V | S | PF  | PS  | DP   |
| ------- | - | - | - | --- | --- | ---- |
| Canada  | 3 | 3 | 0 | 848 | 50  | +798 |
| Svezia  | 3 | 2 | 1 | 299 | 272 | +27  |
| Francia | 3 | 1 | 2 | 275 | 382 | -107 |
| Brasile | 3 | 0 | 3 | 65  | 783 | -718 |

##### Risultati
| Toronto 1º dicembre 2011, ore 17:00 Incontro 1 | Canada    | 244 – 17 (116-3 128-14) referto                  | Francia | The Bunker, Downsview Park |
| Iron Wench 10 Georgia W Tush 20 Luludemon 16 Iron Wench 4 Georgia W Tush 4 Luludemon 28 Iron Wench 19 Georgia W Tush 2 Georgia W Tush 4 Luludemon 5 Iron Wench 4 Georgia W Tush 4 Luludemon 25 Iron Wench 5 Georgia W Tush 8 Motorhead Molly 24 Iron Wench 10 Luludemon 3 Motorhead Molly 3 Beretta Lynch 30 Windigo 15 Marcatori Francey Pants 3 Francey Pants 4 Francey Pants 10 |           |                                                  |         |                            |
| |           |                                                  |         |                            |
| Iron Wench 10 Georgia W Tush 20 Luludemon 16 Iron Wench 4 Georgia W Tush 4 Luludemon 28 Iron Wench 19 Georgia W Tush 2 Georgia W Tush 4 Luludemon 5 Iron Wench 4 Georgia W Tush 4 Luludemon 25 Iron Wench 5 Georgia W Tush 8 Motorhead Molly 24 Iron Wench 10 Luludemon 3 Motorhead Molly 3 Beretta Lynch 30 Windigo 15                                                            | Marcatori | Francey Pants 3 Francey Pants 4 Francey Pants 10 |         |                            |

| Toronto 1º dicembre 2011, ore 19:40 Incontro 5 | Brasile   | 30 – 163 (2-87 28-76) referto | Svezia | The Bunker, Downsview Park |
| Peryl Streep 2 Lobster 8 Lobster 17 Brazilian Nut 3 Marcatori Ankefar 4 Hyper Nova 3 Fenix Fortsomfan 4 Ankefar 10 Jazz Ass 5 Jazz Ass 9 Ninja (TS) 14 Hyper Nova 15 Ankefar 3 Jazz Ass 5 Fenix Fortsofman 15 Hyper Nova 10 Fenix Fortsofman 10 Ankefar 9 Fenix Fortsomfan 20 Ankefar 1 Jazz Ass 3 Ankefar 4 |           | |        |                            |
| |           | |        |                            |
| Peryl Streep 2 Lobster 8 Lobster 17 Brazilian Nut 3 | Marcatori | Ankefar 4 Hyper Nova 3 Fenix Fortsomfan 4 Ankefar 10 Jazz Ass 5 Jazz Ass 9 Ninja (TS) 14 Hyper Nova 15 Ankefar 3 Jazz Ass 5 Fenix Fortsofman 15 Hyper Nova 10 Fenix Fortsofman 10 Ankefar 9 Fenix Fortsomfan 20 Ankefar 1 Jazz Ass 3 Ankefar 4 |        |                            |

| Toronto 2 dicembre 2011, ore 10:50 Incontro 9       | Canada    | 196 – 26 referto   | Svezia | The Bunker, Downsview Park |
| ... Soul Rekker 25 ... Marcatori Mad Malooney 5 ... |           |                    |        |                            |
|                                                     |           |                    |        |                            |
| ... Soul Rekker 25 ...                              | Marcatori | Mad Malooney 5 ... |        |                            |

| Toronto 2 dicembre 2011, ore 12:10 Incontro 11 | Brasile   | 28 – 212 (8-125 20-87) referto | Francia | The Bunker, Downsview Park |
| Lobster 3 Brazilian Nut 1 Lobster 1 Mariah Bearings 3 Lobster 4 Brazilian Nut 3 Lobster 4 Lobster 4 Brazilian Bombshell 5 Marcatori ... Francey Pants 22 Cash Pistache 4 ... Cash Pistache 4 Francey Pants 3 Kozmic Bruise 23 Francey Pants 9 ... Cash Pistache 3 Karla Karscher 7 Cash Pistache 19 ... Karla Karscher 14 Belle Zebuth 9 Kozmic Bruise 10 Whiskey Mamy 10 Karla Karscher 4 Chakk Attack 12 Meryl Strip-her 10 Karla Karscher 9 Belle Zebuth 5 |           | |         |                            |
| |           | |         |                            |
| Lobster 3 Brazilian Nut 1 Lobster 1 Mariah Bearings 3 Lobster 4 Brazilian Nut 3 Lobster 4 Brazilian Bombshell 5 | Marcatori | ... Francey Pants 22 Cash Pistache 4 ... Cash Pistache 4 Francey Pants 3 Kozmic Bruise 23 Francey Pants 9 ... Cash Pistache 3 Karla Karscher 7 Cash Pistache 19 ... Karla Karscher 14 Belle Zebuth 9 Kozmic Bruise 10 Whiskey Mamy 10 Karla Karscher 4 Chakk Attack 12 Meryl Strip-her 10 Karla Karscher 9 Belle Zebuth 5 |         |                            |

| Toronto 2 dicembre 2011, ore 14:00 Incontro 14                  | Francia   | 46 – 110 (14-62 32-48) referto                    | Svezia | The Bunker, Downsview Park |
| ... Marcatori ... Mad Maloony 20 ... Hyper Nova 3 Mad Maloony 5 |           |                                                   |        |                            |
|                                                                 |           |                                                   |        |                            |
| ...                                                             | Marcatori | ... Mad Maloony 20 ... Hyper Nova 3 Mad Maloony 5 |        |                            |

| Toronto 2 dicembre 2011, ore 14:50 Incontro 15 | Brasile   | 7 – 408 (3-183 4-225) referto | Canada | The Bunker, Downsview Park |
| Brazilian Nut 3 Brazilian Nut 4 Marcatori Luludemon 10 Georgia W Tush 22 Killson 34 Motorhead Molly 7 Georgia W Tush 10 Luludemon 35 Maiden Sane 10 Killson 8 Motorhead Molly 18 Georgia W Tush 30 Luludemon 4 Maiden Sane 17 Motorhead Molly 35 Killson 40 Maiden Sane 35 Motorhead Molly 35 Luludemon 30 Luludemon 13 Gunpowder Gertie 15 |           | |        |                            |
| |           | |        |                            |
| Brazilian Nut 3 Brazilian Nut 4 | Marcatori | Luludemon 10 Georgia W Tush 22 Killson 34 Motorhead Molly 7 Georgia W Tush 10 Luludemon 35 Maiden Sane 10 Killson 8 Motorhead Molly 18 Georgia W Tush 30 Luludemon 4 Maiden Sane 17 Motorhead Molly 35 Killson 40 Maiden Sane 35 Motorhead Molly 35 Luludemon 30 Luludemon 13 Gunpowder Gertie 15 |        |                            |

#### Girone B

##### Classifica
| Squadra   | G | V | S | PF  | PS  | DP   |
| --------- | - | - | - | --- | --- | ---- |
| Australia | 2 | 2 | 0 | 315 | 82  | +233 |
| Germania  | 2 | 1 | 1 | 157 | 216 | -59  |
| Finlandia | 2 | 0 | 2 | 109 | 283 | -174 |

##### Risultati
| Toronto 1º dicembre 2011, ore 17:30 Incontro 2 | Australia | 136 – 53 (76-15 60-38) referto | Germania | The Bunker, Downsview Park |
| Cookie Cutter 2 Rose Ruin 2 Short Stop 4 Ladykiller 10 Cookie Cutter 7 Bambi von Smash'er 8 Short Stop 18 Rose Ruin 4 Short Stop 4 Cookie Cutter 13 Rose Ruin 9 Bambi von Smash'er 7 Cookie Cutter 4 Cookie Cutter 2 Rose Ruin 4 Cookie Cutter 4 Rose Ruin 9 Cookie Cutter 10 Muzzarati 9 Bambi von Smash'er 4 Rose Ruin 4 Bambi von Smash'er 3 Marcatori Mercedes Bends 2 Public Enemy 1 Mercedes Bends 4 Mercedes Bends 4 Mercedes Bends 4 Polly Purgatory 4 Mercedes Bends 4 Resident Shevil 4 Mercedes Bends 5 Resident Shevil 1 Mercedes Bends 20 |           | |          |                            |
| |           | |          |                            |
| Cookie Cutter 2 Rose Ruin 2 Short Stop 4 Ladykiller 10 Cookie Cutter 7 Bambi von Smash'er 8 Short Stop 18 Rose Ruin 4 Short Stop 4 Cookie Cutter 13 Rose Ruin 9 Bambi von Smash'er 7 Cookie Cutter 4 Cookie Cutter 2 Rose Ruin 4 Cookie Cutter 4 Rose Ruin 9 Cookie Cutter 10 Muzzarati 9 Bambi von Smash'er 4 Rose Ruin 4 Bambi von Smash'er 3 | Marcatori | Mercedes Bends 2 Public Enemy 1 Mercedes Bends 4 Polly Purgatory 4 Mercedes Bends 4 Resident Shevil 4 Mercedes Bends 5 Resident Shevil 1 Mercedes Bends 20 |          |                            |

| Toronto 1º dicembre 2011, ore 20:10 Incontro 6 | Australia | 179 – 29 (85-10 94-19) referto                                             | Finlandia | The Bunker, Downsview Park |
| Bambi Von Smash'er 4 Ladykiller 5 Bambi Von Smash'er 2 Ladykiller 4 Cookie Cutter 5 Rose Ruin 4 Bambi Von Smash'er 7 Cookie Cutter 9 Rose Ruin 20 Ladykiller 4 Cookie Cutter 8 Ladykiller 13 Bambi Von Smash'er 10 Rose Ruin 9 Bambi Von Smash'er 4 Cookie Cutter 5 Rose Ruin 19 Bambi Von Smash'er 20 Rose Ruin 8 Tricksey Beltem 4 Cookie Cutter 5 Tricksey Beltem 5 Cookie Cutter 5 Marcatori Udre 2 Udre 7 Kata Strofi 1 Trixie GrandBang 4 Kata Strofi 3 Kata Strofi 4 Kata Strofi 4 Kata Strofi 4 |           |                                                                            |           |                            |
| |           |                                                                            |           |                            |
| Bambi Von Smash'er 4 Ladykiller 5 Bambi Von Smash'er 2 Ladykiller 4 Cookie Cutter 5 Rose Ruin 4 Bambi Von Smash'er 7 Cookie Cutter 9 Rose Ruin 20 Ladykiller 4 Cookie Cutter 8 Ladykiller 13 Bambi Von Smash'er 10 Rose Ruin 9 Bambi Von Smash'er 4 Cookie Cutter 5 Rose Ruin 19 Bambi Von Smash'er 20 Rose Ruin 8 Tricksey Beltem 4 Cookie Cutter 5 Tricksey Beltem 5 Cookie Cutter 5 | Marcatori | Udre 2 Udre 7 Kata Strofi 1 Trixie GrandBang 4 Kata Strofi 3 Kata Strofi 4 |           |                            |

| Toronto 2 dicembre 2011, ore 11:20 Incontro 10 | Finlandia | 80 – 104 (59-43 21-61) referto | Germania | The Bunker, Downsview Park |
| Kata Strofi 5 Juicy Butther 10 Udre 4 Trixie GrandBang 8 Kata Strofi 5 Trixie GrandBang 9 Udre 9 Juicy Butther 9 Trixie GrandBang 1 Kata Strofi 9 Kata Strofi 4 Juicy Butther 5 Kata Strofi 2 Marcatori Mercedes Bends 9 Polly Purgatory 2 Polly Purgatory 3 Vegas 8 Public Enemy 4 Mercedes Bends 9 Polly Purgatory 4 Polly Purgatory 4 Polly Purgatory 13 Resident Shevil 4 Polly Purgatory 5 Mercedes Bends 9 Polly Purgatory 5 Mercedes Bends 4 Polly Purgatory 5 Resident Shevil 3 Public Enemy 14 |           | |          |                            |
| |           | |          |                            |
| Kata Strofi 5 Juicy Butther 10 Udre 4 Trixie GrandBang 8 Kata Strofi 5 Trixie GrandBang 9 Udre 9 Juicy Butther 9 Trixie GrandBang 1 Kata Strofi 9 Kata Strofi 4 Juicy Butther 5 Kata Strofi 2 | Marcatori | Mercedes Bends 9 Polly Purgatory 2 Polly Purgatory 3 Vegas 8 Public Enemy 4 Mercedes Bends 9 Polly Purgatory 4 Polly Purgatory 13 Resident Shevil 4 Polly Purgatory 5 Mercedes Bends 9 Polly Purgatory 5 Mercedes Bends 4 Polly Purgatory 5 Resident Shevil 3 Public Enemy 14 |          |                            |

#### Girone C

##### Classifica
| Squadra       | G | V | S | PF  | PS  | DP   |
| ------------- | - | - | - | --- | --- | ---- |
| Stati Uniti   | 2 | 2 | 0 | 812 | 9   | +803 |
| Nuova Zelanda | 2 | 1 | 1 | 132 | 488 | -356 |
| Scozia        | 2 | 0 | 2 | 112 | 559 | -447 |

##### Risultati
| Toronto 1º dicembre 2011, ore 18:50 Incontro 4 | Nuova Zelanda | 8 – 377 (0-203 8-174) referto | Stati Uniti | The Bunker, Downsview Park |
| Axl-Slash-R 4 Skate the Muss 4 Marcatori Atomatrix 35 Bonnie Thunders 14 Suzy Hotrod 5 Joy Collision 15 Atomatrix 5 Urrk'n Jerk'n 29 Suzy Hotrod 40 Bonnie Thunders 15 Bonnie Thunders 20 Atomatrix 25 Urrk'n Jerk'n 25 Bonnie Thunders 26 ... Atomatrix 30 ... Teflon Donna 18 Psycho Babble 20 Atomatrix 3 Joy Collision 10 BonnieThunders 15 |               | |             |                            |
| |               | |             |                            |
| Axl-Slash-R 4 Skate the Muss 4 | Marcatori     | Atomatrix 35 Bonnie Thunders 14 Suzy Hotrod 5 Joy Collision 15 Atomatrix 5 Urrk'n Jerk'n 29 Suzy Hotrod 40 Bonnie Thunders 15 Bonnie Thunders 20 Atomatrix 25 Urrk'n Jerk'n 25 Bonnie Thunders 26 ... Atomatrix 30 ... Teflon Donna 18 Psycho Babble 20 Atomatrix 3 Joy Collision 10 BonnieThunders 15 |             |                            |

| Toronto 2 dicembre 2011, ore 10:00 Incontro 8 | Nuova Zelanda | 124 – 111 (71-44 53-67) referto | Scozia | The Bunker, Downsview Park |
| Evil K'Neevil 12 Fia Fasi Oe 10 Poison Pixie 4 Miss Metal Militia 4 Poison Pixie 4 Evil K'Neevil 9 Fia Fasi Oe 4 Miss Metal Militia 4 Fia Fasi Oe 5 Miss Metal Militia 15 Poison Pixie 5 Evil K'Neevil 9 Miss Metal Militia 20 Evil K'Neevil 4 Miss Metal Militia 4 Evil K'Neevil 3 Miss Metal Militia 4 Marcatori Marla Mayhem 4 Clinically Wasted 4 Marshall Lawless 3 Marla Mayhem 3 Marshall Lawless 30 Marla Mayhem 15 Marshall Lawless 9 Blazin' Phoenix 5 Marshall Lawless 4 Marla Mayhem 13 Clinically Wasted 3 Marshall Lawless 4 Marshall Lawless 14 |               | |        |                            |
| |               | |        |                            |
| Evil K'Neevil 12 Fia Fasi Oe 10 Poison Pixie 4 Miss Metal Militia 4 Poison Pixie 4 Evil K'Neevil 9 Fia Fasi Oe 4 Miss Metal Militia 4 Fia Fasi Oe 5 Miss Metal Militia 15 Poison Pixie 5 Evil K'Neevil 9 Miss Metal Militia 20 Evil K'Neevil 4 Miss Metal Militia 4 Evil K'Neevil 3 Miss Metal Militia 4 | Marcatori     | Marla Mayhem 4 Clinically Wasted 4 Marshall Lawless 3 Marla Mayhem 3 Marshall Lawless 30 Marla Mayhem 15 Marshall Lawless 9 Blazin' Phoenix 5 Marshall Lawless 4 Marla Mayhem 13 Clinically Wasted 3 Marshall Lawless 4 Marshall Lawless 14 |        |                            |

| Toronto 2 dicembre 2011, ore 12:40 Incontro 12 | Scozia    | 1 – 435 (0-191 1-244) referto | Stati Uniti | The Bunker, Downsview Park |
| Wild Oates 1 Marcatori ... Shenita Stretcher 3 ... Urrk'n Jerk'n 25 Bonnie Thunders 30 Jukebox 40 ... Marla Mayhem 8 ... Frida Beater 30 De Ranged 10 Urrk'n Jerk'n 9 |           | |             |                            |
| |           | |             |                            |
| Wild Oates 1 | Marcatori | ... Shenita Stretcher 3 ... Urrk'n Jerk'n 25 Bonnie Thunders 30 Jukebox 40 ... Marla Mayhem 8 ... Frida Beater 30 De Ranged 10 Urrk'n Jerk'n 9 |             |                            |

#### Girone D

##### Classifica
| Squadra     | G | V | S | PF  | PS  | DP   |
| ----------- | - | - | - | --- | --- | ---- |
| Inghilterra | 2 | 2 | 0 | 472 | 95  | +377 |
| Irlanda     | 2 | 1 | 1 | 228 | 250 | -22  |
| Argentina   | 2 | 0 | 2 | 82  | 437 | -355 |

##### Risultati
| Toronto 1º dicembre 2011, ore 18:20 Incontro 3                                                                               | Argentina | 51 – 164 (37-82 14-82) referto     | Irlanda | The Bunker, Downsview Park |
| ... Sargentina 4 ... Crazy Legs 4 Miss Vik 19 Chargin' Tina 5 ... Marcatori ... Zola Blood 10 Zola Blood 10 Zola Blood 4 ... |           |                                    |         |                            |
| |           |                                    |         |                            |
| ... Sargentina 4 ... Crazy Legs 4 Miss Vik 19 Chargin' Tina 5 ...                                                            | Marcatori | ... Zola Blood 10 Zola Blood 4 ... |         |                            |

| Toronto 2 dicembre 2011, ore 9:30 Incontro 7 | Inghilterra | 199 – 64 (66-46 133-18) referto              | Irlanda | The Bunker, Downsview Park |
| Juicy Lucy 19 Rogue Runner 10 Missy Rascal 10 Rogue Runner 4 Juicy Lucy 2 ... Jack Attack 4... Jack Attack 10 Marcatori ... Zola Blood 9 ... Phantom Jemerald 10 ... |             |                                              |         |                            |
| |             |                                              |         |                            |
| Juicy Lucy 19 Rogue Runner 10 Missy Rascal 10 Rogue Runner 4 Juicy Lucy 2 ... Jack Attack 4... Jack Attack 10                                                        | Marcatori   | ... Zola Blood 9 ... Phantom Jemerald 10 ... |         |                            |

| Toronto 2 dicembre 2011, ore 13:30 Incontro 13                             | Argentina | 31 – 273 (17-153 14-120) referto             | Inghilterra | The Bunker, Downsview Park |
| Chargin' Tina 8 ... Marcatori ... Jack Attack 23 ... Violent Attack 25 ... |           |                                              |             |                            |
|                                                                            |           |                                              |             |                            |
| Chargin' Tina 8 ...                                                        | Marcatori | ... Jack Attack 23 ... Violent Attack 25 ... |             |                            |

### Incontro promozionale
| Toronto 1º dicembre 2011, ore 21:00 | Team USA "Stars" | 109 – 108 | Team USA "Stripes" | The Bunker, Downsview Park |

### Fase a eliminazione diretta

#### Primo turno
| Toronto 2 dicembre 2011, ore 17:30 Incontro 16 | Australia | 251 – 48 (145-36 106-12) referto | Scozia | The Bunker, Downsview Park |

| Toronto 2 dicembre 2011, ore 18:00 Incontro 17 | Svezia | 191 – 65 (88-25 103-40) referto | Argentina | The Bunker, Downsview Park |

| Toronto 2 dicembre 2011, ore 19:30 Incontro 18 | Francia | 212 – 138 (121-50 91-88) referto | Brasile | The Bunker, Downsview Park |

| Toronto 2 dicembre 2011, ore 20:00 Incontro 19 | Irlanda | 134 – 148 (67-70 67-78) referto | Finlandia | The Bunker, Downsview Park |

| Toronto 3 dicembre 2011, ore 9:30 Incontro 20 | Germania | 127 – 143 (59-71 68-72) referto | Nuova Zelanda | The Bunker, Downsview Park |

#### Quarti di finale
| Toronto 3 dicembre 2011, ore 11:30 Incontro 22 | Svezia | 80 – 126 (6-81 74-45) referto | Australia | The Bunker, Downsview Park |

| Toronto 3 dicembre 2011, ore 13:30 Incontro 25 | Stati Uniti | 470 – 8 (237-5 233-3) referto | Nuova Zelanda | The Bunker, Downsview Park |

| Toronto 3 dicembre 2011, ore 14:30 Incontro 26 | Inghilterra | 383 – 14 (181-12 202-2) referto | Francia | The Bunker, Downsview Park |

| Toronto 3 dicembre 2011, ore 15:30 Incontro 27 | Canada | 499 – 31 (278-11 221-20) referto | Finlandia | The Bunker, Downsview Park |

#### Semifinali
| Toronto 4 dicembre 2011, ore 10:30 Incontro 32 | Canada | 161 – 90 (78-51 83-39) referto | Inghilterra | The Bunker, Downsview Park |

| Toronto 4 dicembre 2011, ore 11:00 Incontro 33 | Australia | 4 – 527 (0-272 4-255) referto | Stati Uniti | The Bunker, Downsview Park |

### Fase di consolazione

#### Primo turno
| Toronto 3 dicembre 2011, ore 10:00 Incontro 21 | Argentina | 91 – 114 (41-74 50-40) referto | Scozia | The Bunker, Downsview Park |

#### Secondo turno
| Toronto 3 dicembre 2011, ore 11:30 Incontro 23 | Brasile | 57 – 213 (37-116 20-97) referto | Irlanda | The Bunker, Downsview Park |

| Toronto 3 dicembre 2011, ore 13:00 Incontro 24 | Germania | 104 – 41 (73-7 31-34) referto | Scozia | The Bunker, Downsview Park |

#### Terzo turno
| Toronto 3 dicembre 2011, ore 18:00 Incontro 30 | Svezia | 94 – 66 (45-42 49-24) referto | Nuova Zelanda | The Bunker, Downsview Park |

| Toronto 3 dicembre 2011, ore 19:00 Incontro 31 | Francia | 84 – 115 (33-69 51-46) referto | Finlandia | The Bunker, Downsview Park |

### Finali

#### Finale 11º-12º posto
| Toronto 3 dicembre 2011, ore 16:30 Incontro 28 | Brasile | 64 – 113 (19-61 45-52) referto | Scozia | The Bunker, Downsview Park |

#### Finale 9º-10º posto
| Toronto 3 dicembre 2011, ore 17:30 Incontro 29 | Irlanda | 60 – 116 (39-80 21-36) referto | Germania | The Bunker, Downsview Park |

#### Finale 7º-8º posto
| Toronto 4 dicembre 2011, ore 13:00 Incontro 35 | Nuova Zelanda | 129 – 180 (62-88 67-92) referto | Francia | The Bunker, Downsview Park |

#### Finale 5º-6º posto
| Toronto 4 dicembre 2011, ore 12:30 Incontro 34 | Svezia | 100 – 122 (58-76 42-46) referto | Finlandia | The Bunker, Downsview Park |

#### Finale 3º-4º posto
| Toronto 4 dicembre 2011, ore 14:30 Incontro 36 | Australia | 85 – 203 (62-116 23-87) referto | Inghilterra | The Bunker, Downsview Park |

#### Finale
| Toronto 4 dicembre 2011, ore 16:30 Incontro 37 | Stati Uniti | 336 – 33 (177-9 159-24) referto | Canada | The Bunker, Downsview Park |

## Classifica finale
| Squadra       | %     | G | V | S | PF   | PS   | DP    |
| ------------- | ----- | - | - | - | ---- | ---- | ----- |
| Stati Uniti   | 1.000 | 5 | 5 | 0 | 2145 | 54   | +2091 |
| Canada        | .833  | 6 | 5 | 1 | 1541 | 507  | +1034 |
| Inghilterra   | .800  | 5 | 4 | 1 | 1148 | 355  | +793  |
| Australia     | .667  | 6 | 4 | 2 | 781  | 940  | -159  |
| Finlandia     | .500  | 6 | 3 | 3 | 525  | 1100 | -575  |
| Svezia        | .571  | 7 | 4 | 3 | 764  | 651  | +113  |
| Francia       | .429  | 7 | 3 | 4 | 765  | 1147 | -382  |
| Nuova Zelanda | .333  | 6 | 2 | 4 | 478  | 1359 | -881  |
| Germania      | .600  | 5 | 3 | 2 | 504  | 460  | +44   |
| Irlanda       | .400  | 5 | 2 | 3 | 635  | 571  | +64   |
| Scozia        | .333  | 6 | 2 | 4 | 428  | 1069 | -641  |
| Brasile       | .000  | 6 | 0 | 6 | 334  | 1238 | -904  |
| Argentina     | .000  | 4 | 0 | 4 | 238  | 742  | -504  |

## Campione
| Campione del Mondo 2011 Stati Uniti (1º titolo) |